# سامسونگ گلکسی نوت ۳
سامسونگ گلکسی نوت ۳ (به انگلیسی: Samsung Galaxy Note III) یک تلفن هوشمند-تبلت یا فبلت است که توسط سامسونگ ساخته شده‌است. گلکسی نوت ۳ مجهز به یک صفحه نمایش بزرگ و نرم‌افزار بهینه‌شده جهت استفاده از قلم استایلوس است. این فبلت در ۴ سپتامبر ۲۰۱۳ توسط سامسونگ در برلین معرفی شد.

## مشخصه‌ها

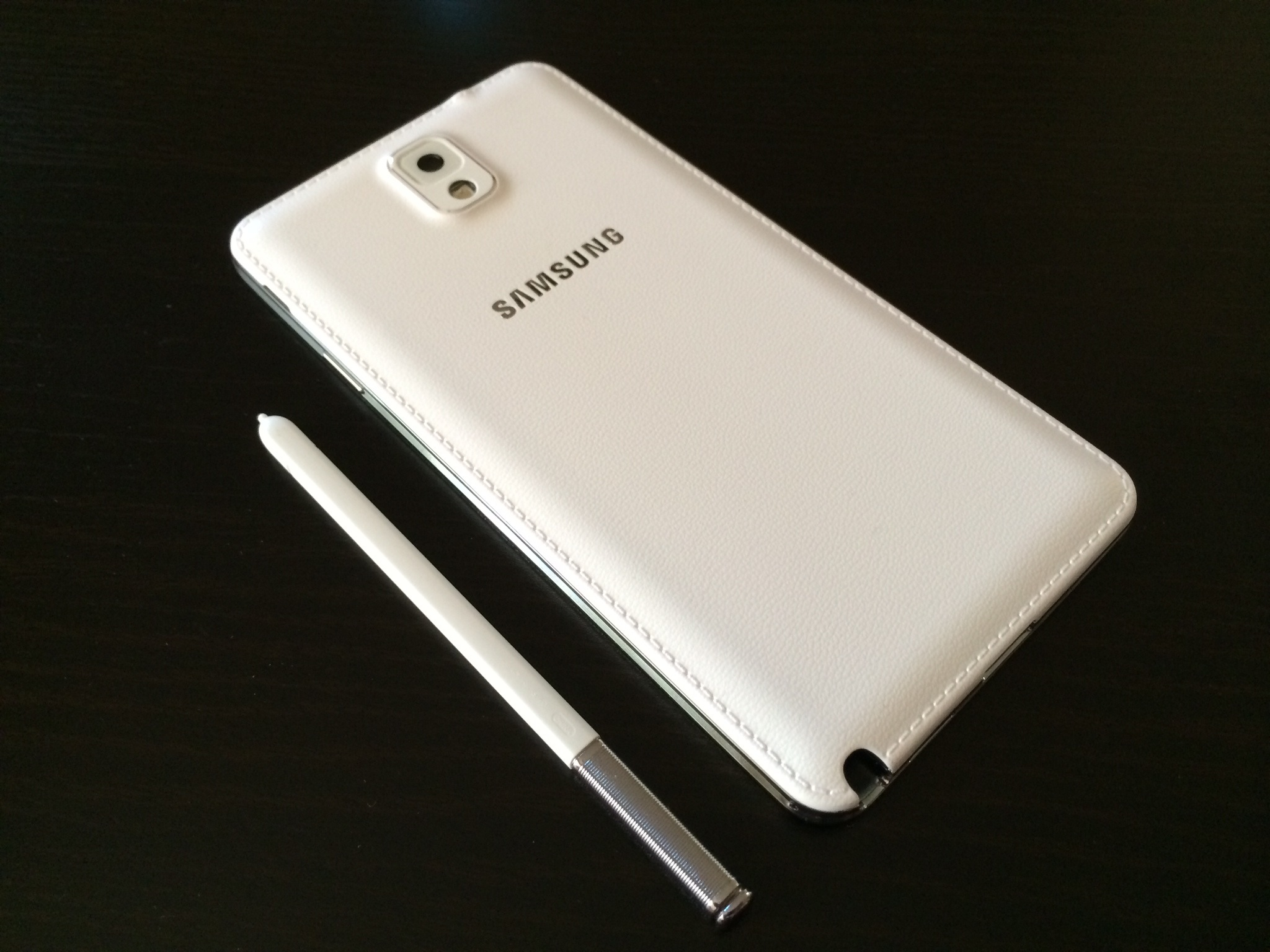
قاب پشتی چرمی و قلم نوت 3.

گلکسی نوت ۳ جایگزین گلسی نوت ۲ می‌باشد. گلکسی نوت ۳ دارای پردازنده ۴ هسته‌ای اسنپ‌دراگون ۸۰۰ یا اگزینوس ۵ اکتا (بسته به منطقه توزیع)، رم ۳ گیگابایت، صفحه نمایش سوپرآمولد ۵٫۷ اینچی با رزولوشن فول‌اچ‌دی و تراکم پیکسل ۳۸۶ پیکسل در هر اینچ، دوربین ۱۳ مگاپیکسلی و فیلمبرداری فول‌اچ‌دی با نرخ ۶۰ فریم بر ثانیه است.
همچنین این فبلت مجهز به نسل سوم شیشه‌های فوق مقاوم گوریلا گلس می‌باشد که در محافظت از صفحه آن نقش به سزایی دارد و تقریباً خش افتادن روی صفحه آن را غیرممکن می‌سازد. گلکسی نوت ۳ نیز مانند اس ۴ دارای سنسور چشمی می‌باشد، که از این سنسورها در گوشی استفاده‌های گوناگون می‌شود؛ مانند توقف هوشمند، پایداری هوشمند، ایر جستر، مشاهده بدون لمس، پیمایش هوشمند (در صورت رسیدن چشم شما به پایین صفحه خود گوشی صفحه را پایین می‌آورد یا بالعکس)
نوت ۳ دارای اسمارت ریموت (که برای کنترل تلویزیون، دستگاه ستاپ باکس، پروژکتور و …)به کار می‌رود که به لطف سنسور مادون قرمز این گوشی ممکن شده است و شامل همه برندها نیز می‌شود، همچنین نوت ۳ مجهز به NFC می‌باشد.
نوت ۳ در حال حاضر بهترین وسیله برای یاداشت برداری در جهان است؛ که به لطف قلم فوق هوشمند آن ممکن شده است. همچنین قلم این گوشی قابلیت تشخیص فشار را دارد بطوری که شما هرچه بیشتر آن را بر روی صفحه فشار دهید پر رنگ تر و هر چه کمتر آن را فشار دهید کم رنگ تر می‌نویسد.
این گوشی دارای سنسور دماسنج و رطوبت سنج دیجیتال نیز می‌باشد.